# Sialis levanidovae
Sialis levanidovae là một loài côn trùng trong họ Sialidae thuộc bộ Megaloptera. Loài này được Vshivkova miêu tả năm 1980.